# История России. XX век
История России. XX век — двухтомная книга 2009 года, освещающая проблемы истории России с конца XIX по начало XXI века, составленная группой российских и зарубежных авторов под общим руководством Андрея Зубова. В 2016 году появилось второе, трёхтомное издание.

## Концепция книги
Ответственный редактор Андрей Зубов описывал концепцию книги следующим образом:

В предисловии ответственного редактора я формулирую несколько моментов, которые мне кажутся важными <…> Первый момент: мы ставим в вершину угла человека, считаем, что высшей ценностью общества является судьба человека: его благополучие, свобода, внутреннее достоинство. Когда человека вынуждают не добровольно, ради коллективизации, ради геополитического расширения отдавать свою жизнь, силы, благополучие, свободу и т. д., это всегда историческая неудача. История определяется не тем, насколько сильно или велико государство, а насколько счастлив, свободен и благополучен человек.
Мы исходили из принципа, что высшей ценностью человека является свобода воли. И там, где она не может реализовываться свободно, государство терпит фиаско. Не человек для государства, а наоборот — это первый наш девиз. И он исторически обоснован — ведь человек появился значительно раньше государства и создавал государство ради своих целей. Теперь второй принцип, и здесь мы уже даем некоторую оценку. Исходя из первого принципа, государство, созданное большевиками, было по своей природе бесчеловечным — оно ставило общее как главное, а человека — как второстепенное и служебное по отношению к общему.

## Авторский коллектив
Среди авторов значатся 42 автора из России и зарубежья:
- кандидат исторических наук К. М. Александров (доцент СПбГУ);
- историк С. С. Балмасов;
- магистрант МГИМО (У) Н. А. Бобринский;
- доктор исторических наук С. В. Волков (РГБ);
- кандидат исторических наук И. И. Воронов (Абакан, доцент Хакасского университета);
- доктор исторических наук, профессор Н. Л. Жуковская (Институт этнологии и антропологии РАН, Москва);
- кандидат исторических наук А. В. Журавский[3] (РГГУ);
- доктор исторических наук, профессор А. Б. Зубов (МГИМО);
- аспирант МГИМО И. А. Зубова;
- доктор исторических наук В. М. Зубок (профессор университета Темпл, Филадельфия);
- доктор исторических наук Б. С. Илизаров (директор Народного архива, Москва);
- доктор философских наук А. А. Кара-Мурза (Институт философии РАН);
- доктор юридических наук М. А. Краснов (заведующий кафедрой Высшей школы экономики);
- доктор исторических наук В. М. Лавров (заместитель директора Института российской истории РАН);
- кандидат исторических наук В. В. Лобанов (Институт российской истории РАН);
- кандидат исторических наук И. В. Лобанова (Институт российской истории РАН);
- доктор исторических наук А. В. Панцов (профессор Капитолийского Университета[англ.], Колумбус, штат Огайо);
- доктор политических наук, академик РАН Ю. С. Пивоваров (директор ИНИОН РАН);
- филолог М. В. Славинский (Франкфурт-на-Майне);
- доктор исторических наук В. В. Согрин (профессор МГИМО);
- профессор В. Страда (Венецианский университет);
- профессор Н. А. Струве (профессор университета Париж 1);
- доктор исторических наук Леон-Габриэль Тайванс[4] (профессор Латвийского университета);
- историк Н. Д. Толстой-Милославский (Лондон);
- доктор юридических наук Т. И. Троянов[5] (Женева);
- доктор исторических наук, профессор С. Л .Фирсов (СПбГУ);
- кандидат исторических наук В. Ж. Цветков (МПГУ);
- кандидат исторических наук Ю. С. Цурганов[6] (РГГУ);
- доктор исторических наук В. А. Шестаков (учёный секретарь Института российской истории РАН);
- доктор филологических наук С. В. Шешунова[7] (Международный университет природы, общества и человека «Дубна»);
- доктор исторических наук Р. М. Шукуров[8] (исторический факультет МГУ).

А. Б. Зубов подчёркивал, что именно он, как ответственный редактор, несёт ответственность за итоговый текст книги.
Изначально в подготовке книги активное участие принимал Александр Солженицын, сотрудничество с ним продолжалось в течение полутора лет. Однако затем он прекратил поддержку этого проекта, дав следующие объяснения в письме А. Б. Зубову:

Я соглашался поддержать проект создания школьного учебника истории России XX века, поскольку считал и считаю это задачей первоочередной важности.
Но когда этот проект, при Вашем редакторстве, приобрёл конкретные очертания, исключающие исходный замысел, я понял, что не могу с ним солидаризироваться, ибо не согласен как с его неконтролированно выросшим объёмом, так и с рядом его идей и оценок. Поэтому я и прошу Вас никак не связывать моё имя с вашим трудом.

Тем не менее и часть критиков в откликах на двухтомник продолжают называть его «солженицынским», и некоторые из членов авторского коллектива ссылаются на вклад Солженицына и его солидарность с изданием.
Некоторые из членов авторского коллектива выражали своё критическое отношение к изданию в целом. Так, С. В. Волков следующим образом отозвался о книге в своем блоге:

Мне лично тоже этакая смесь славянофильского бреда, либерально-демократического «прогрессизма», сиволапого монархизма и «христианского взгляда» в духе Я. Кротова, естественно, глубоко не симпатична.
… Издание получилось несколько странное: два огромных тома, но в жанре учебника. При том, что оно, в общем, представляет собой первую сколько-то объёмную несоветскую историю Совдепии, созданную на её территории. Некоторые разделы написаны, на мой взгляд, безупречно, некоторые мне меньше понравились, изложение в главах разной степени подробности, но обо всём этом даже не стоит говорить. Я склонен полагать, что факт и обстоятельства её появления гораздо любопытнее содержания (где нормальный человек ничего нового для себя не откроет).

## Отзывы

### Положительные
Доктор политических наук, декан факультета мировой экономики и мировой политики ГУ-ВШЭ С. А. Караганов писал об издании:

Два этих тома нужно читать всем, кто хочет быть сознательным русским, кто хочет покончить с русской катастрофой XX века.
Каждому нужно понять главную мысль книги. Вот какой её увидел я. Мы — потомки миллионов белых и миллионов красных, убитых коллективизацией и голодоморами, и продразвёрсточников, продолжавших тайно верить, и рушивших церкви, репрессированных, и их охранников и палачей, мы, сильно поредевшие за XX век, миллионы русских, должны осознать, что своими самыми поступками и решениями выбираем судьбу — не только собственную, но и всей страны. А значит, нужно отвечать за свой выбор.

Заведующий кафедрой философии МГИМО, доктор философских наук А. В. Шестопал так оценил книгу:

«История России. XX век» под редакцией Андрея Зубова адресована широкому кругу читателей. Так задумано, так написано. Живо, интересно, с привлечением огромного круга материалов, ранее недоступных, либо известных только специалистам, опубликованных малым тиражом, часто за пределами России.

Это первая коллективная работа такого масштаба, соединившая под одной обложкой авторов, работающих в России, и авторов русского зарубежья.

Архиепископ Виленский и Литовский Иннокентий (Васильев) на страницах «Журнала Московской патриархии» так отозвался о книге:

Мне кажется, авторов книги «История России. XX век» отличает именно этот подход: духовность и стремление к честности и правде, какой бы горькой и трагичной она ни была. Возможно, они и ошибались, возможно, есть и искажения, но они честно пытались рассказать об истории нашей Родины в XX столетии.

### Отрицательные
Профессор кафедры всемирной и отечественной истории МГИМО А. И. Подберёзкин и директор Дирекции информационно-издательских программ МГИМО А. В. Серёгин в своём комментарии по поводу презентации книги, размещённом на сайте МГИМО, подчеркнули, что издание не имеет отношения к МГИМО, и его специалистами не рецензировалось. Отметив, что в политических и научных кругах особенно остро стоит вопрос о фальсификации российской истории, наносящей ущерб интересам России, авторы комментария указывают на вскрывшиеся существенные изъяны в освещении и оценке событий предвоенной истории — в частности, роли Мюнхенского сговора. В заключение авторы пишут:

Эта и подобные сомнительные оценки и утверждения мешают не только историческому познанию. Они становятся неодолимой преградой и на пути нравственного осмысления событий, к чему стремится любой историк, любой преподаватель истории.
В научных кругах это издание воспринято весьма неоднозначно и, полагаем, что серьёзное научное обсуждение этих книг и их оценки ещё впереди. Однако уже сейчас можно с уверенностью говорить, что рекомендовать это спорное издание нашим студентам было бы большой ошибкой.

Как фактологическая сторона книги, так и её подходы (в частности, использование термина «советско-нацистская война») подверглись критике, в частности, историков из РИСИ Л. П. Решетникова и В. Д. Кузнечевского и А. Шишкова.
Историки М. И. Фролов, В. А. Кутузов, Е. В. Ильин и В. В. Василик критически оценили том учебника «История России. XX век: 1939—2007», отметив, что критериям научного исторического исследования он не соответствует.
26 апреля 2010 года в журнале «Эксперт» вышла статья С. Доронина «История фальсификатора», посвящённая книге «История России. XX век» и А. Б. Зубову. В ответ на критику «Эксперта» ответственный редактор книги Зубов выступил в защиту термина «советско-нацистская война». Часть утверждений о содержании книги, помещённых в «Эксперте», была признана судом не соответствующей действительности — 6 июня 2011 года Судебная коллегия по гражданским делам Московского городского суда обязала редакцию журнала опубликовать «опровержение сведений, не соответствующих действительности и порочащих деловую репутацию Зубова А. Б.».
Доктор исторических наук А. И. Миллер вспоминал:

… в одно и то же время Администрация президента финансировала изготовление знаменитого учебника Александра Данилова и Александра Филиппова и изготовление двухтомника Андрея Зубова… В одно и то же время, из одного и того же окошка. Надо, что называется, знать матчасть. Изначально ведь книга Зубова тоже планировалась как учебник. Было соревнование двух команд, которые готовили учебники. Изначально позиция Зубова была выигрышной, потому что у него был патрон в лице Солженицына. Когда Солженицын увидел первые результаты, он сказал: «Извините, без меня». В результате это вышло не как учебник, а как двухтомник, который получил большую популярность, что свидетельствует о совершенном отсутствии квалификации, вкуса и чувства чести у российского читателя. Потому что это совершенно неквалифицированное сочинение. Крайне тенденциозное, полное ошибок, именно фактических, и, безусловно, насквозь идеологическое.

Научный сотрудник Германского исторического института Сергей Кудряшов в 2011 году (со ссылкой на карту, подготовленную военной инспекцией Третьего рейха для Адольфа Гитлера) посчитал неверным вывод книги «История России. XX век» о незначительности ущерба, причиненного советским партизанским движением деятельности немецкой оккупационной администрации:

Нашумевшая книга Зубова, учебник по России, с правых позиций написанный — там написано, что партизаны не оказали никакого влияния — ни стратегического, никакого. Это неправда. Вот карта, специально немцами подготовленная для своего лидера — просто уничтожили целиком все. Экономическая жизнь практически не существовала по линии Восточного фронта. Эффект был колоссальный, они фактически парализовали поставки. Немцы внимательно все учитывали.

## Издания
- История России. XX век. Отв. ред. А. Б. Зубов. — М.: «АСТ»; «Астрель», 2009:

- Том 1. 1894—1939. — 1023 с.
- Том 2. 1939—2007. — 847 с.

- История России XX век. Под ред. А. Б. Зубова. — М.: «Э»:

- Т. 1. Как Россия шла к XX веку. От начала царствования Николая II до конца Гражданской войны (1894—1922). — 2016. — 975 с. — ISBN 978-5-699-89930-2.
- Т. 2. Эпоха сталинизма (1923—1953). — 2016. — 750 с. — ISBN 978-5-699-92087-7.
- Т. 3. Деградация тоталитарного государства и движение к новой России (1953—2008). — 2017. — 687 с. — ISBN 978-5-699-93347-1.

- История России. XX век. Под ред. А. Б. Зубова. — М.: «Э», 2017:

- Т. 1. Как Россия шла к XX веку. От начала царствования Николая II до конца Гражданской войны (1894—1922). — 981 с. — ISBN 978-5-699-95803-0.
- Т. 3. Деградация тоталитарного государства и движение к новой России (1953—2008). — 687 с.

- История России. XX век. Под ред. А. Б. Зубова. — М.: «Эксмо», 2021:

- Т. 1. Как Россия шла к XX веку. От начала царствования Николая II до конца Гражданской войны (1894—1922). — 981 с. — ISBN 978-5-699-95803-0.
- Т. 2. Эпоха сталинизма (1923—1953). — 750 с. — ISBN 978-5-699-92087-7.

- История России. XX век. Под ред. А. Б. Зубова. — М.: «Эксмо», 2022:

- Т. 1. Как Россия шла к XX веку. От начала царствования Николая II до конца Гражданской войны (1894—1922). — 981 с. — ISBN 978-5-09-097377-9.
- Т. 2. Эпоха сталинизма (1923—1953). — 750 с. — ISBN 978-5-699-92087-7.